# گوک‌خان گونول
گوک‌خان گونول (ترکی استانبولی: Gökhan Gönül؛ زادهٔ ۴ ژانویهٔ ۱۹۸۵) بازیکن فوتبال اهل ترکیه است.
از باشگاه‌هایی که در آن بازی کرده‌است می‌توان به باشگاه فوتبال فنرباغچه، باشگاه ورزشی گنچلربیرلیغی، و باشگاه فوتبال بشیکتاش اشاره کرد.
وی همچنین در تیم ملی فوتبال ترکیه بازی کرده‌است.